# 杰西·薇尔
杰西·薇尔（英語：Jessie Ware；1984年10月15日—）是一名英国女歌手，与PMR所签约的词曲作者，最出名的是她的2012单曲Wildest Moments和Running。最著名的专辑是2012年8月17日发表的Devotion